# Поотсі
По́отсі (ест. Pootsi küla) — село в Естонії, у волості Тистамаа повіту Пярнумаа.

## Населення
Чисельність населення на 31 грудня 2011 року становила 75 осіб.

## Географія
Від села починається дорога 130 (Поотсі — Лао). Через село проходить автошлях 101 (Аудру — Тистамаа — Нурмсі).

## Видатні особи
У селі народився естонський єпископ Платон (Пауль Кульбуш, 1869—1919) — перший серед естонців православний святий.

## Галерея

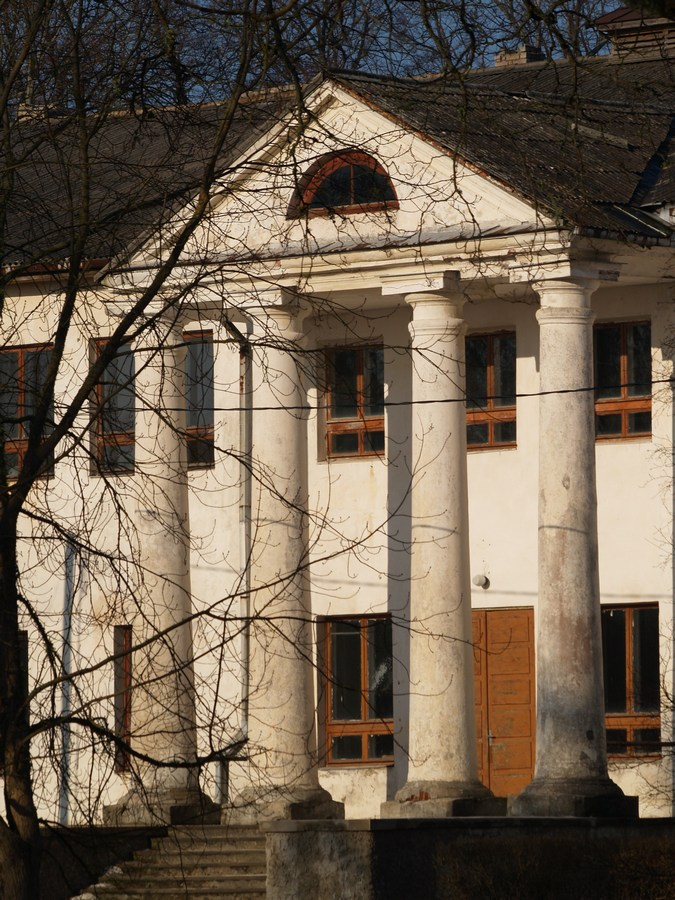
Головний будинок маєтку Поотсі
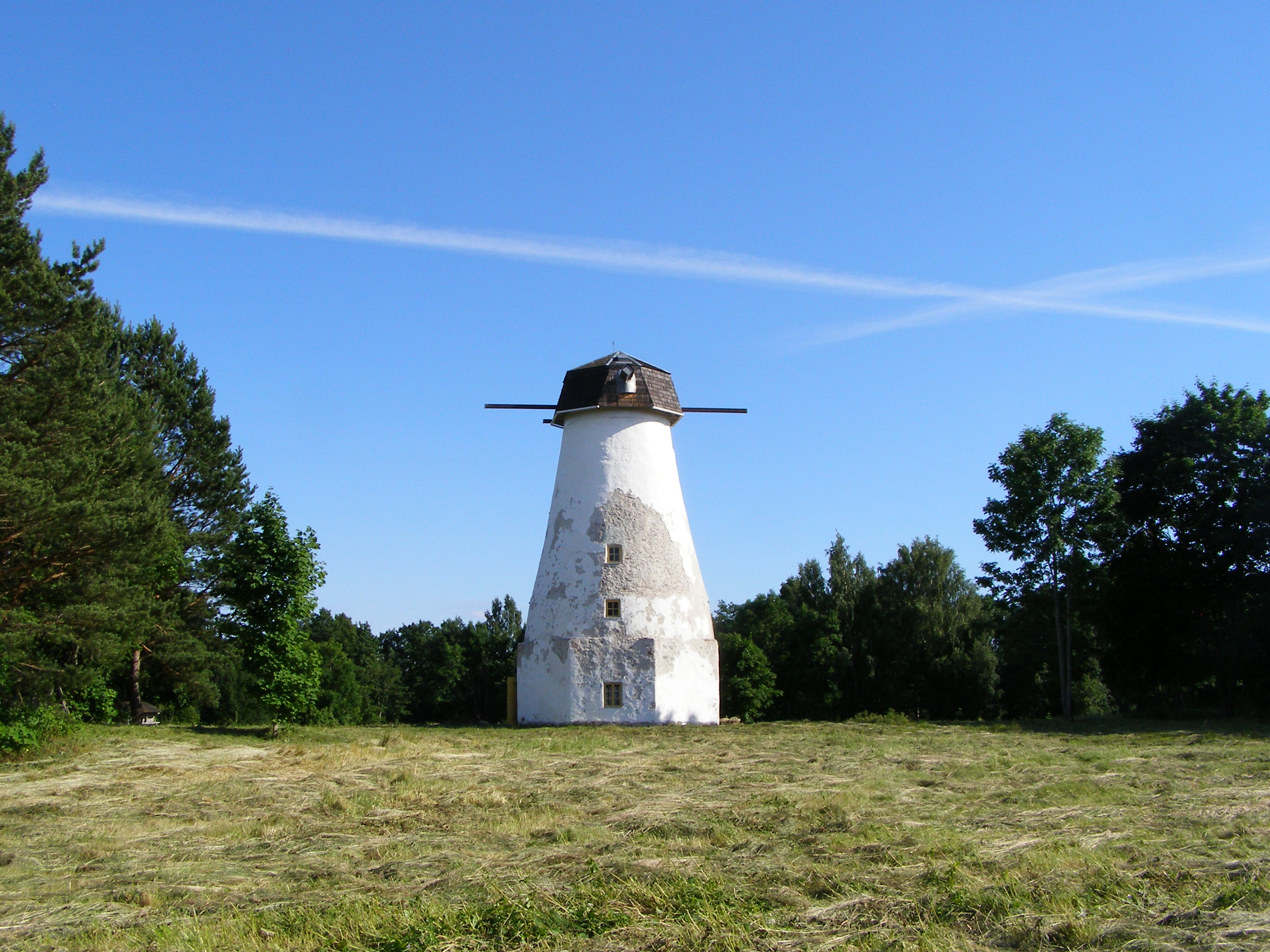
Вітряк
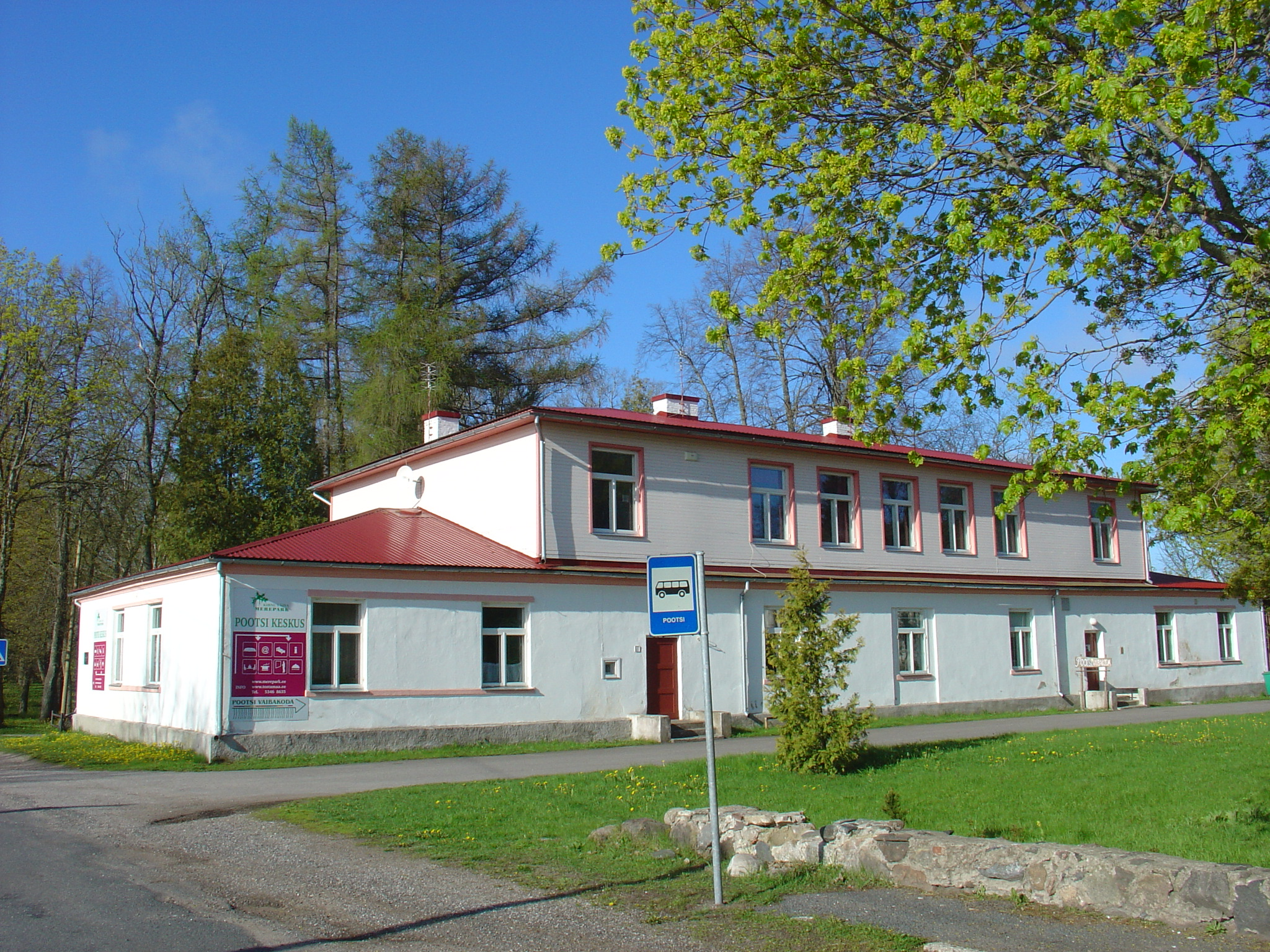
Сільський центр
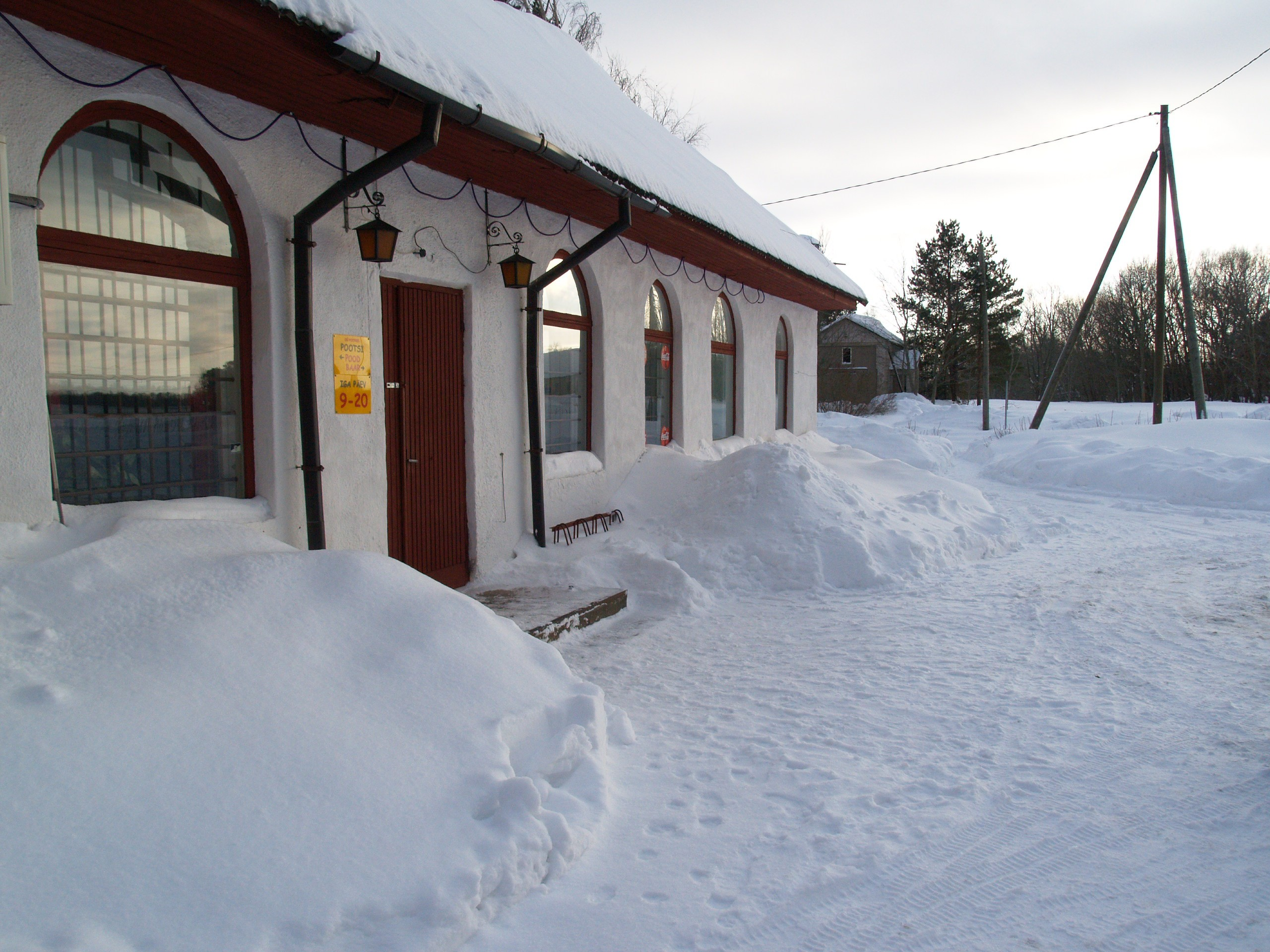
Сільський магазин